# 古钱币
古錢幣泛指在古代曾被各國使用的所有貨幣，現在不能在市面流通。但是由於古錢幣已經不再發行，存量稀少，加上它們和古代人類的生活密不可分，對於研究各國的經濟史、外交史等，都是極為重要的史料，所以具有很高的收藏和考古價值，更引申出對其作專門研究的古錢學。如中國古代貨幣或古羅馬蘇幣。